# Südtirol Filarmonica
Die Südtirol Filarmonica ist ein 2019 gegründetes Sinfonieorchester.
Ein Netzwerk von über 350 Südtiroler Profimusikerinnen und -musikern bildet die Basis des Orchesters. Die meisten von ihnen leben außerhalb Südtirols und spielen international in Sinfonie- und Opernorchestern. Je nach Programm bilden etwa 60 bis 90 Personen die aktuelle Besetzung. Künstlerischer Leiter ist der Dirigent
Michael Pichler. Trägerverein ist der Kulturverein ARTON mit Sitz in Bozen.

## Geschichte

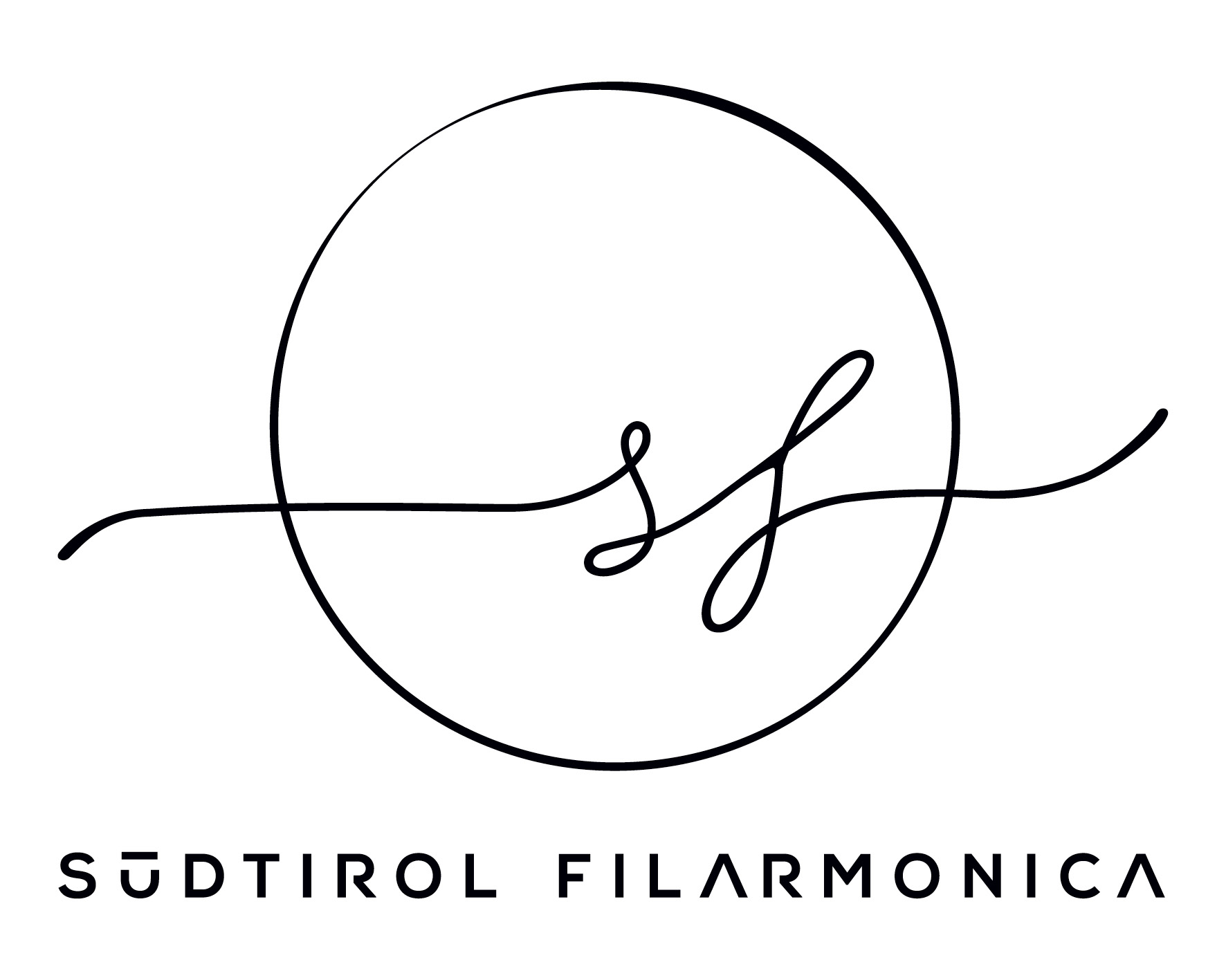

Die Gründung des Orchesters geht zurück auf ein zufälliges Treffen des späteren Gründungsteams Cornelia und Isabel Goller, Michael Pichler und Zeno Kerschbaumer. Die Vision entstand, die auf der ganzen Welt verstreut lebenden Südtiroler Profimusikerinnen und -musiker in einem gemeinsamen Sinfonieorchester zu vereinen. Nach einer knapp 2‑jährigen Vorbereitungsphase gab die Südtirol Filarmonica im September 2021 ihr Debüt mit Konzerten in Bozen, Meran und Toblach.